# HD119213
HD119213 — хімічно пекулярна зоря спектрального класу A3, що має видиму зоряну величину в смузі V приблизно  6,3.
Вона  розташована на відстані близько 288,1 світлових років від Сонця.

## Фізичні характеристики
Зоря HD119213 обертається 
порівняно повільно 
навколо своєї осі. Проєкція її екваторіальної швидкості на промінь зору становить  Vsin(i)= 33км/сек.
Телескоп Гіппаркос зареєстрував фотометричну змінність  даної зорі з періодом    2,45 доби в межах від  Hmin= 6,35 до  Hmax= 6,31.

## Пекулярний хімічний склад
Зоряна атмосфера HD119213 має підвищений вміст 
Cr
.

## Магнітне поле
Спектр даної зорі вказує на наявність магнітного поля у її зоряній атмосфері.
Напруженість повздовжної компоненти поля оціненої з аналізу
становить 1280,8± 466,6 Гаус.